# Scolymia wellsi
Scolymia wellsi là một loài san hô trong họ Mussidae. Loài này được Laborel mô tả khoa học năm 1967.